# Senza traccia (film)
Senza traccia (Without a Trace) è un film drammatico statunitense del 1983 diretto da Stanley R. Jaffe e basato sul libro Still Missing di Beth Gutcheon.

## Trama
Alex, bambino di sette anni che vive in un quartiere borghese di Brooklin, si reca a scuola, ma non fa ritorno a casa. Dalle indagini si viene anzi a sapere dai suoi compagni di classe, che non è neppure arrivato in aula ed è quindi scomparso. La madre, che vive separata dal marito, informa la polizia che mette subito in moto tutte le sue efficienti strutture alla ricerca di Alex.